# Su-Uczkan
Su-Uczkan (krymskotat. Suv Uçqan) – wodospad na rzece Kyzyłkobinka w Górach Krymskich na Krymie.
Wodospad ma wysokość 25 m, wypływa z wylotu jaskini Karanłyk-Koba, będącej częścią kompleksu jaskiniowego Kyzył-Koba.
Znajduje się w odległości 3,5 km od wsi Perewalne.